# Antoni Spyra
Antoni Spyra (ur. 27 kwietnia 1901 w Hucie Laury (niem. Laurahütte) zmarł 27 października 1975 w Pszczynie) – działacz społeczny, rzemieślnik, twórca ludowy.

## Życiorys
W młodości pracował w Siemianowicach w hucie "Fützinuss", następnie wyuczył się zawodu stolarza. Brał czynny udział w śląskim oddziale Związku Spartakusa. W latach dwudziestych pracował we Francji jako górnik.
W 1937 ożenił się z Anną Wycisk i osiadł w Pszczynie. Tutaj otwarł warsztat stolarski. Specjalizował się w stolarstwie artystycznym. Wykonywał liczne kompozycje w technice intarsji. Uprawiał amatorsko twórczość malarską i poetycką. Po zakończeniu wojny zorganizował w Pszczynie Powiatowy Związek Rzemiosła, zostając jego pierwszym prezesem. Był inspiratorem dynamicznego rozwoju rzemiosła w powiecie pszczyńskim. Organizował komisje egzaminacyjne, i opracował polskie nazewnictwo narzędzi i czynności w rzemiosłach drzewnych. Po likwidacji rzemiosła w latach 50. przez władze, organizował spółdzielnie rzemieślnicze w Pszczynie i Mikołowie. Był twórcą warsztatu konserwatorskiego w Muzeum Zamkowym w Pszczynie. Dokonał renowacji cennych mebli w tym muzeum, między innymi Szaf Gdańskich. W latach siedemdziesiątych był sekretarzem ZBoWiD-u w Pszczynie. Do jego ważnych dzieł należy zbiór nowel o tematyce śląskiej i poezje z czasów okupacji. Miał czworo dzieci: syna Aleksandra i córki Anielę, Annę i Antoninę.